# 塞瓜姆島
52°19′24″N 172°27′58″W / 52.32333°N 172.46611°W
塞瓜姆島是美國的火山島，位於太平洋海域，屬於安德烈亞諾夫群島的一部分，由阿拉斯加州負責管轄，長21公里、寬13公里，面積207平方公里，最高點海拔高度1,054米，島上無人居住。

## 外部連結
- Alaska Volcano Observatory: Seguam Island （页面存档备份，存于）
- Seguam Island: Block 1083, Census Tract 1, Aleutians West Census Area, Alaska United States Census Bureau